# Декан (плато)

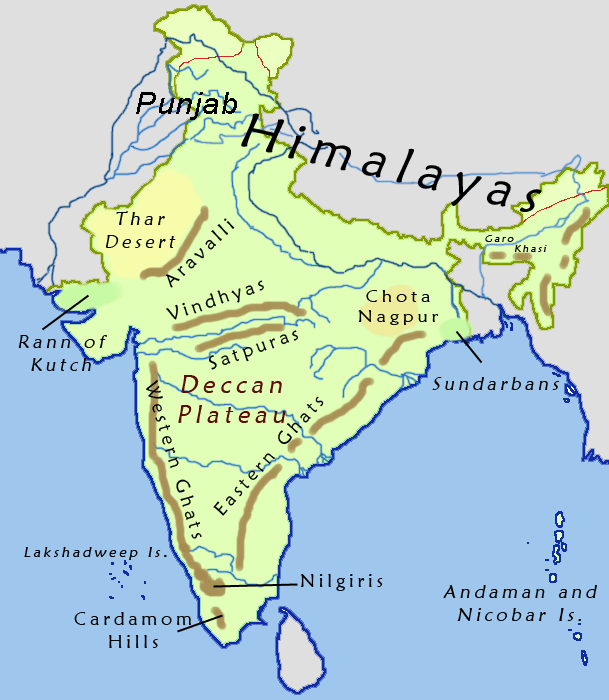
Карта гір Індії. Деканське плоскогір'я в центрі.

Плато Декан або Індійське плоскогір'я (від пракрит dakkhin або санскр. dákṣiṇa — «південь») — плоскогір'я на півострові Індостан в Індії, розташовано у внутрішній частині півострова, обмежено з півночі річкою Нарбада, з півдня річкою Кавері. Займає площу близько 1 млн км². Поверхня головним чином нахилена на північний схід, у зв'язку з чим більшість річок стікають на схід і впадають у Ганг або безпосередньо у Бенгальську затоку. Висоти коливаються від 1000 м на півдні до 100 м на півночі.
На північ від плоскогір'я розташована Індо-Гангська рівнина. Західним краєм плоскогір'я проходять гори Західні Гати, які в південній частині відгороджують Малабарський берег, а східним краєм — Східні Гати, що відгороджують від плоскогір'я Коромандельський берег відповідно.